# 오운 (조선)
오운(吳澐, 1540~1617)은, 조선 중기의 문신이자 의병장이다. 본관은 고창(高敞)으로 자는 태원(太源), 호는 죽유(竹牖)⋅죽계(竹溪)이고 이황(李滉)과 조식(曺植)의 문인이었다. 
역사서 《동사찬요》(東史纂要)의 저자로도 알려져 있다. 문집으로 《죽유집》이 전한다. 

## 생애
1566년 과거에 급제하였다.
1577년 봄에 전적(典籍)으로 승진되고 경릉집사(敬陵執事)를 맡았다가 여름에 호조좌랑(戶曹佐郞) 겸 춘추관기사관(春秋館記事官)으로 옮겼고 겨울에는 명천현감(明川縣監)으로 나아갔다. 
1581년에 정선군수를 제수받았고, 3월에는 금강산을 유람하였다. 1583년에는 풍저창수(豐儲倉守)가 되었다가 가을에 충주목사(忠州牧使) 겸 춘추관 편수관(春秋館編修官)에 제수되었다. 1587년에는 정구(鄭逑)와 《함주지》(咸州志)를 찬하였다. 
임진왜란이 발발(1592년)하자 의령(宜寧)에서 의병을 일으킨 곽재우(郭再祐)의 휘하에서 활약하였으며, 김성일(金誠一)을 도와서는 소모관(召募官)으로 병사들을 재편성하기도 하였다. 죽유선생연보에는 "선생이 의병을 일으키기로 권면하여 같은 일을 함께하기로 약속하였다. 인하여 군수품과 전마(戰馬)를 공급하고 집안의 노비 중에 날래고 건장한 사람 일고여덟 명을 보내 주었다. 또 같은 마을의 사우(士友)들을 격려하여 권하여 각자 정예한 사람을 출진케 하였다. 곽공을 의병장으로 추대해서 적의 토벌을 맡기고, 병사를 모집하고 군량을 조달하는 것은 선생이 전적으로 맡았다."(先生奬以擧義, 約與同事. 因給軍需戰馬, 與家奴驍健者七八人. 且激勸同里士友, 各出精銳. 推郭公爲將, 委以討賊, 而募兵給餉, 先生專主之)라고 하여, 오운이 곽재우와 함께 창의(의병을 일으킴)하여 군수품이나 병력 인원 등을 조달하는 측면 지원에 힘썼다고 전하고 있으며, 7월에 특별히 승문원 판교에 제수되었다. 임진왜란이 끝난 것은 1598년으로, 50대의 대부분을 전란의 한복판에서 보낸 것이다. 
1599년에 명군의 제독 진린(陳璘)의 접반사로 활약하다가 그를 따라서 한양에 돌아왔다. 1600년에는 이산서원(伊山書院)에서 박승임(朴承任, 1517~1586)의 문집을 교정하였다. 1601년에는 대구도호부사(大邱都護府使)를 제수 받았으나, 사직을 청하고 나아가지 않았다. 
이후 향촌에서 오운은 저술 활동에 전념하였다. 1606년에 오운은 영주에서 《동사찬요》(東史纂要)를 저술하였는데, 이후 1609년과 1614년에 《동사찬요》에 대한 개찬과 목판본 간행을 행하였다.  
이밖에도 1611년에는 주자의 언행집《주자문록》(朱子文錄)을 완성하였고, 1613년에는 본종(本宗)의 세계(世系) ⋅ 행적(行蹟)과 외가(外家) 선계(先系)의 사실을 모아서 《가세지》(家世志)를 편찬했다. 1616년에는 공조참의(工曹參議)를 배명(拜命)받았으나, 사양하고 나가지 않았다. 8월에 청송부사(靑松府使)를 제수받고서 부임했는데, 이때 그의 나이는 이미 일흔일곱이었다. 
1617년에 세상을 떠났다. 향년 78세였다. 
오운의 종손 집안에 전해져 오는 서적 및 문서들은 '오운 종가 문적'이라 불리며 대한민국의 보물로 지정되어 있다. 

## 교유 관계
'죽유선생연보'에는 오운이 19세에 남명 조식을, 21세에 퇴계 이황을 방문하였다고 되어 있다. 이밖에도 이급(李級)의 '竹牖先生文集序'에 "뇌용정(雷龍亭)에서 출발하여 암서헌(巖栖軒)에서 졸업하였다(發軔於雷龍堂前, 卒業於巖栖門庭)", 조형도(趙亨道)의 '士林祭文'에서 "산해당에 올랐다가 퇴도실에 들어갔네'(升山海堂, 人退陶室)”라고 한 언급을 통해 오운이 남명 조식과 퇴계 이황 두 사람 사이를 오가며 그 문인들과 교유하였음을 암시한다. 
또한 오운의 할아버지 오언의(吳彦毅)는 이황의 숙부인 이우의 사위였고, 오운 자신도 이황의 첫째 처남인 허사렴의 사위였으며, 둘째 아들 오여발은 이황의 고제였던 김성일의 아들 김집의 사위가 되었다. 이러한 관계를 축으로 오운은 퇴계 문도들과 깊은 교유를 맺었으며, 《퇴계문집》이 간행될 때 그 연보를 교정하기도 하였다.
오운 자신이 이황의 고제였던 김성일이나 조식의 문인이었던 곽재우와의 인연이 있었던 것도 이와 관련이 있다고 할 수 있다. 또한 김성일과 마찬가지로 퇴계의 문인이었던 류성룡은 오운과 동방 급제자로, 오운의 저술인 《동사찬요》를 선조에게 봉진하기도 하였으며, 오운은 류성룡이 사망하자 '만류서애'(3수)를 지어 그의 죽음을 위로하기도 하였다.
또한 오운과 교유했던 인물 가운데는 박승임(朴承任, 1517~1586), 금복고(琴復古, 1549~1631), 김몽득(金夢得), 김개국(金蓋國 1548∼1603), 금난수(琴蘭秀, 1530~1604), 이개립(李介立 1546~1625), 권두문(權斗文 1543~1617), 박회무(朴檜茂, 생몰년 미상), 권춘란(權春蘭, 1539~1617), 정탁(鄭琢, 1526~1605), 송복기(宋福基 1541~1605), 김늑(金玏, 1540~1616), 김우굉(金宇宏, 1524~1590), 민응기(閔應祺, 생몰년 미상), 박록(朴漉, 1542~1632) 등의 의병장이 많았다. 

## 기타
2024년 10월 31일의 의령 의병박물관 제2전시관 개관을 기념하여, 박물관은 '국난, 선비에게 길을 묻다'라는 대주제로 2024년 10월 24일부터 2025년 10월 31일까지 오운을 재조명하는 기획전시 '죽유 오운, 문무겸전으로 답하다'를 개최하였다. 해당 전시회에는 의령 지역의 대표적 의병장 18명 가운데 한 명인 오운과 관련한 유물이 전시되었으며, 이 가운데에는 오운의 문집인 《죽유문집》 정고본과 《동사찬요》 초고본이 전시되었다. 《동사찬요》의 초고본 전시는 이번이 최초이다. 의병박물관 제2전시관은 오태완 의령군수의 공약 사업으로써 추진된 것이었으며, 오태완 군수는 실제로 오운의 15대 직계 후손으로 알려졌다. 오 군수는 《죽유문집》과 함께 문세영의 《조선어 사전》(1953년판)을 의령 의병박물관에 기증하였다.

## 같이 보기
- 곽재우
- 동사찬요
- 오운 종가 문적
- 죽유종택 - 오운의 후손이 지은 종택이다.